# María Eugenia Iparragirre
María Eugenia Iparragirre Bemposta, née le 25 juin 1968, est une femme politique espagnole affiliée au Parti nationaliste basque.

## Biographie

### Vie privée
Elle est mariée et mère d'une fille et un fils.

### Carrière politique
De 2007 à 2011, elle est conseillère municipale de Irun.
Le 20 novembre 2011, elle est élue sénatrice pour Guipuscoa au Sénat et réélue en 2015 et 2016.
Sous la XIe législature elle est quatrième secrétaire du bureau du Sénat. À l'ouverture de la XIIe législature elle est élue troisième secrétaire grâce aux voix du Parti populaire.